# 1998年長野オリンピックのノルウェー選手団
1998年長野オリンピックのノルウェー選手団（1998ねんながのオリンピックのノルウェーせんしゅだん）は、1998年2月7日から2月22日まで、日本の長野県長野市を中心とする地域を会場として開催された1998年長野オリンピックのノルウェー選手団、およびその競技結果。

## 概要
今大会は金メダル10個、銀メダル10個、銅メダル5個の合計25個のメダルを獲得した。
クロスカントリースキーでは、ビョルン・ダーリが男子10kmクラシカル、男子50kmフリー、男子4×10kmリレーで金メダルを獲得し3冠を達成した。

## メダル
| メダル | 選手名 | 競技                   | 種目               |
| ------ | --- | ---------------------- | ------------------ |
| 金     | ハンス・ペテル・ブロース                                                                                             | アルペンスキー         | 男子回転           |
| 金     | ビョルン・ダーリ | クロスカントリースキー | 男子10kmクラシカル |
| 金     | トーマス・アルスゴール                                                                                               | クロスカントリースキー | 男子25km複合       |
| 金     | ビョルン・ダーリ | クロスカントリースキー | 男子50kmフリー     |
| 金     | スツーレ・ジベルトセン エルリン・ユェヴネ ビョルン・ダーリ トーマス・アルスゴール                                    | クロスカントリースキー | 男子4×10kmリレー   |
| 金     | オーレ・アイナル・ビョルンダーレン                                                                                   | バイアスロン           | 男子10kmスプリント |
| 金     | ハルバール・ハーネボル                                                                                               | バイアスロン           | 男子20km個人       |
| 金     | ビャルテ・エンゲン・ビーク                                                                                           | ノルディック複合       | 男子個人           |
| 金     | ハルドー・スコール ケネス・ブローテン ビャルテ・エンゲン・ビーク フレッド・ボーレ・ルンベルク                        | ノルディック複合       | 男子team           |
| 金     | オドネ・センデロール                                                                                                 | スピードスケート       | 男子1500m          |
| 銀     | ラッセ・チュース | アルペンスキー         | 男子滑降           |
| 銀     | オーレ・クリスチャン・フルセット                                                                                     | アルペンスキー         | 男子回転           |
| 銀     | ラッセ・チュース | アルペンスキー         | 男子複合           |
| 銀     | フローデ・アンダーセン                                                                                               | バイアスロン           | 男子10kmスプリント |
| 銀     | エギル・ジェラン ハルワルド・ハーネボル ダグ・ビョルンダーレン オーレ・アイナル・ビョルンダーレン                    | バイアスロン           | 男子4×7.5kmリレー  |
| 銀     | ビョルン・ダーリ | クロスカントリースキー | 男子25km複合       |
| 銀     | エルリン・ユェヴネ                                                                                                   | クロスカントリースキー | 男子30kmクラシカル |
| 銀     | ベンテ・マルティンセン マリット・ミッケルスプラス エリン・ニルセン アニタ・モーエン＝グイドン                        | クロスカントリースキー | 女子4×5kmリレー    |
| 銀     | ダニエル・フランク                                                                                                   | スノーボード           | 男子ハーフパイプ   |
| 銀     | スティーネ・ケルダース                                                                                               | スノーボード           | 女子ハーフパイプ   |
| 銅     | カーリ・トロー | フリースタイルスキー   | 女子モーグル       |
| 銅     | ベンテ・マルティンセン                                                                                               | クロスカントリースキー | 女子5kmクラシカル  |
| 銅     | アニタ・モーエン＝グイドン                                                                                           | クロスカントリースキー | 女子15kmクラシカル |
| 銅     | アン＝エレン・シェルブレイ アネッテ・シクベラント グン・マルギット・アンドレアセン リブ・グレテ・ポワレ              | バイアスロン           | 女子4×7.5kmリレー  |
| 銅     | エイール・ラムスフィエル ヤン・トーレセン スティグ＝アルネ・グンネスタ トーレ・トルブブローテン アントン・グリムスモ | カーリング             | 男子               |